# Нісімура Сьоіті
Нісімура Сьоіті (яп. 西邑 昌一, нар. 30 листопада 1911, Хьоґо — пом. 22 березня 1998, Хьоґо) — японський футболіст, що грав на позиції нападника.

## Клубна кар'єра
Грав за команду Kwangaku Club.

## Виступи за збірну
У 1934 році провів дві гри у складі національної збірної Японії. Був учасником футбольного турніру на Олімпійських іграх 1936 року.